# Саксаганського, 147/5
Будинок № 147/5 — кам'яниця архітектора Андрія-Фердінанда Краусса. Розташована на розі вулиць Саксаганського і Старовокзальної. За визначенням дослідників, будівля — найзначніша історична пам'ятка поблизу Галицької площі.
Наказом Головного управління охорони культурної спадщини № 10/38-11 від 25 червня 2011 року споруду внесено до переліку пам'яток архітектури й містобудування. Будівля перебуває у занедбаному стані.

## Історія ділянки
1900 року на ділянці збудували триповерхову наріжну секцію за проєктом київського архітектора Андрія-Фердінанда Краусса. 1903 року з боку вулиці Саксаганського добудували чотириповерхову споруду.
Близько 1922 року більшовики націоналізували будівлю.
1966 року провели капітальний ремонт будівлі. Ця дата написана на наріжній вежі, покриття якої оновили під час ремонтних робіт.
2017 року на будинку з'явився мурал «Вимирущий кашалот».

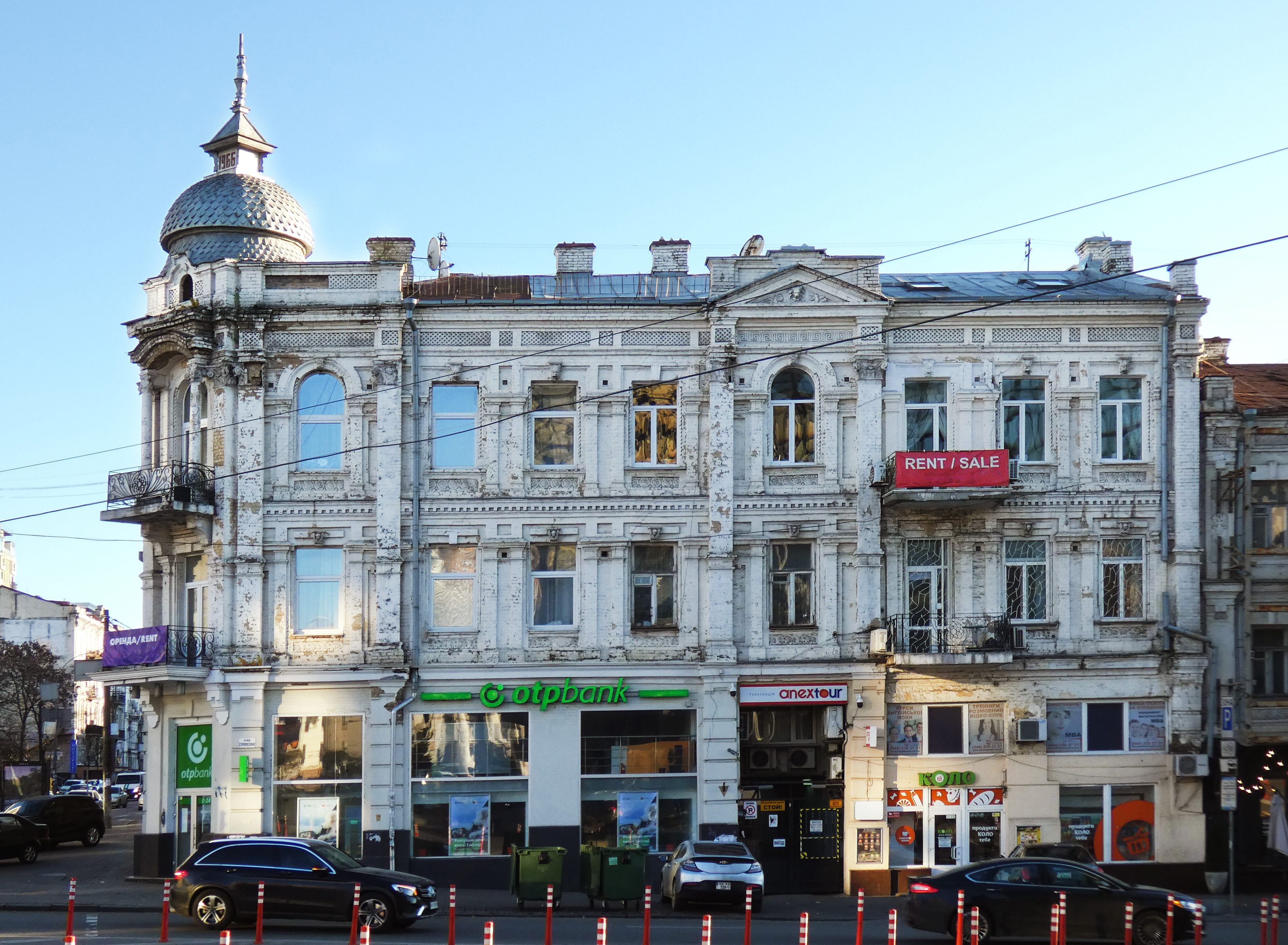
Старовокзальна вулиця
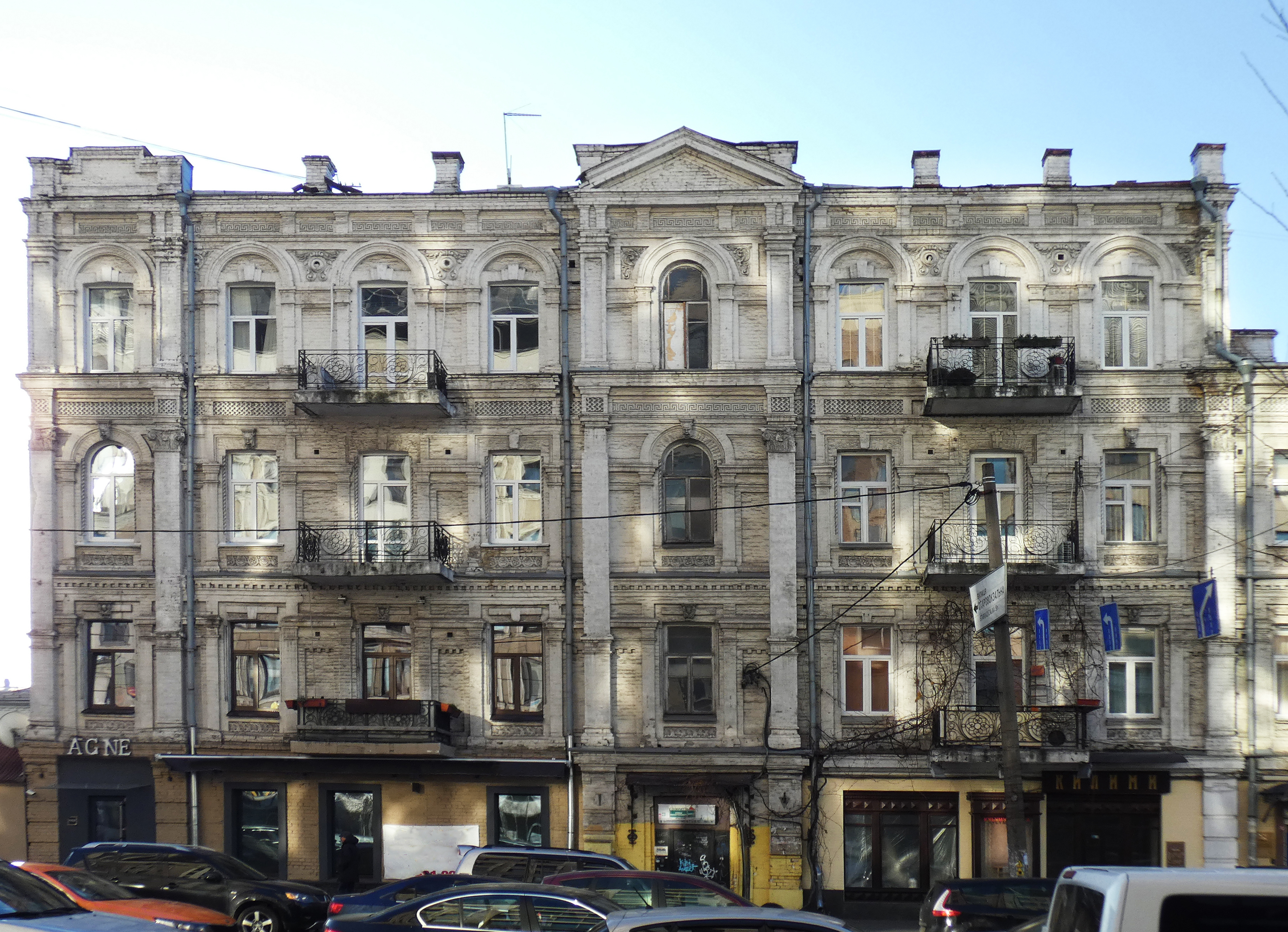
Вулиця Саксаганського

## Архітектура
Наріжна частина — триповерхова Г-подібна у плані з льохом споруда. Секція на вулиці Саксаганського чотириповерхова з льохом. Кам'яниця має пласкі перекриття, двосхилий дах і бляшане покриття. Парадний вхід розташований в центрі фасаду, ще один вхід — у подвір'ї з боку Старовокзальної вулиці.
Фасад вирішений у стилі історизму з елементами неоренесансу. Площина стін розділена розкріповками, які фланковані коринфськими пілястрами і увінчані трикутними фронтонами.
Фасад рясно декорований ліпленими деталями, орнаментом, меандром, плетеницею. Замкові камені архівольтів вікон і тимпани фронтонів прикрашені маскаронами левів і міфологічних істот. Іонічними колонами оздоблений наріжний балкон на третьому поверсі. Саме наріжжя завершує вежа з бляшаною лускою і шатром зі шпилем.

Декор
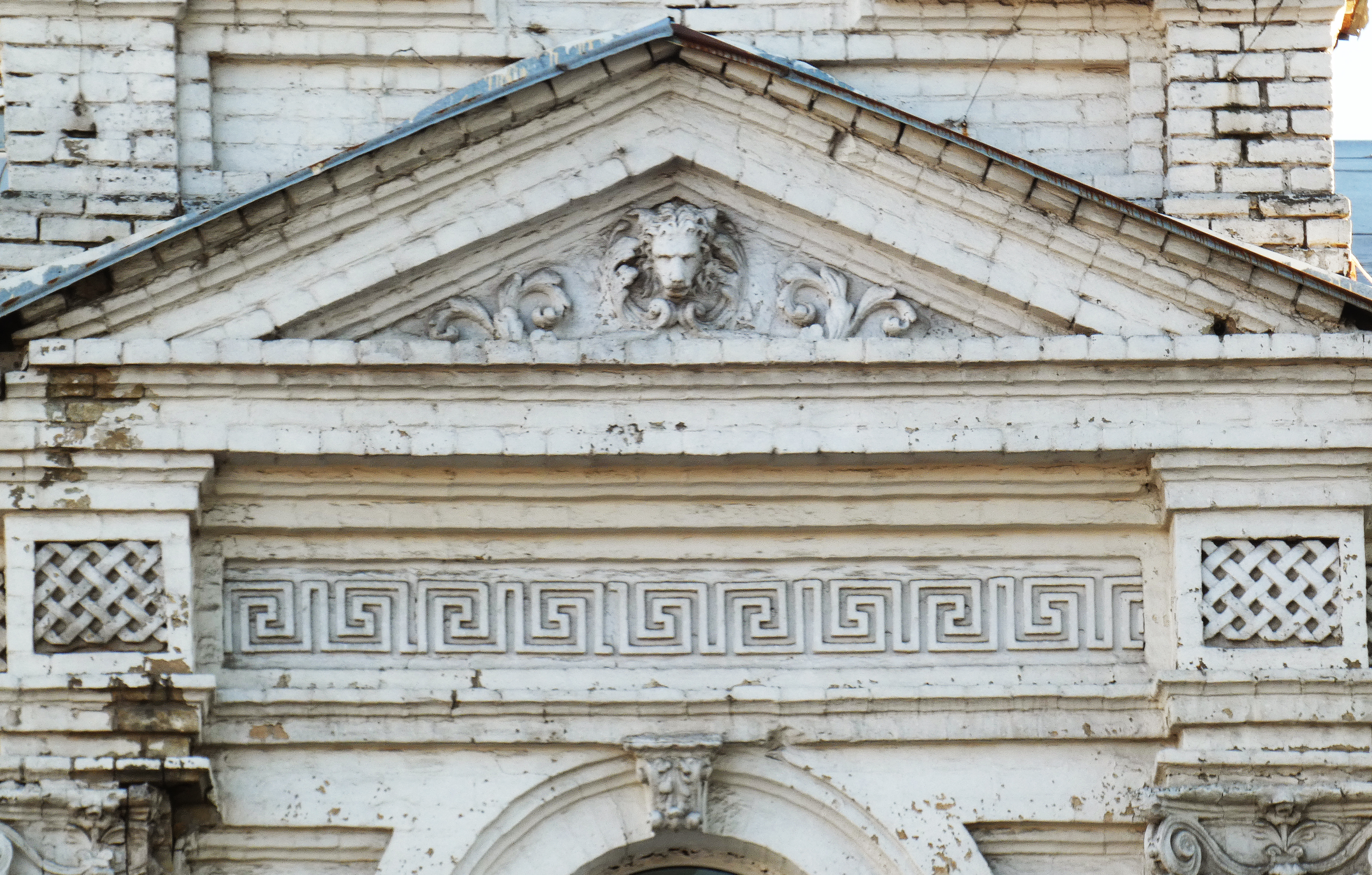
Декор, меандр, плетениця
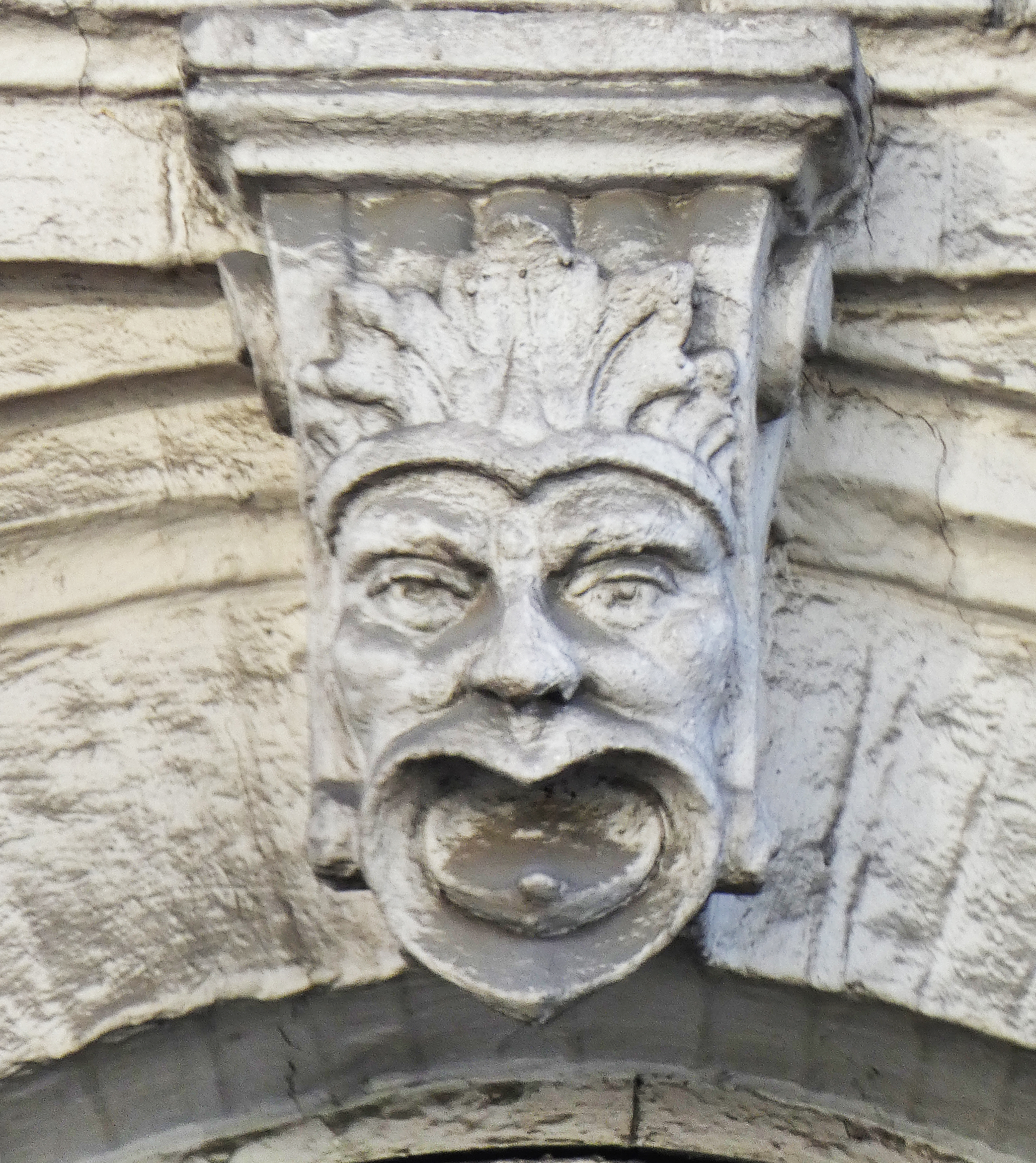
Маскарон
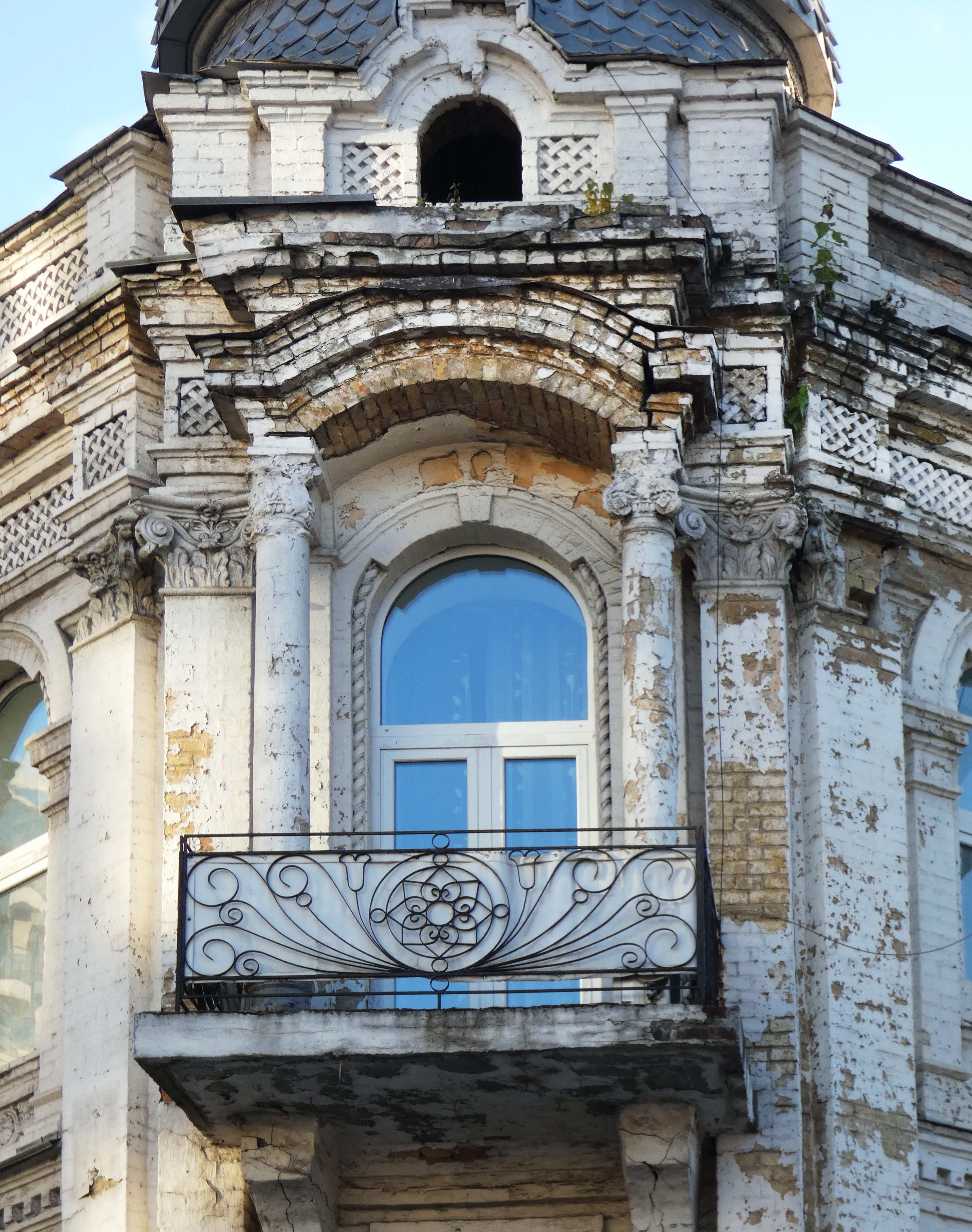
Балкон
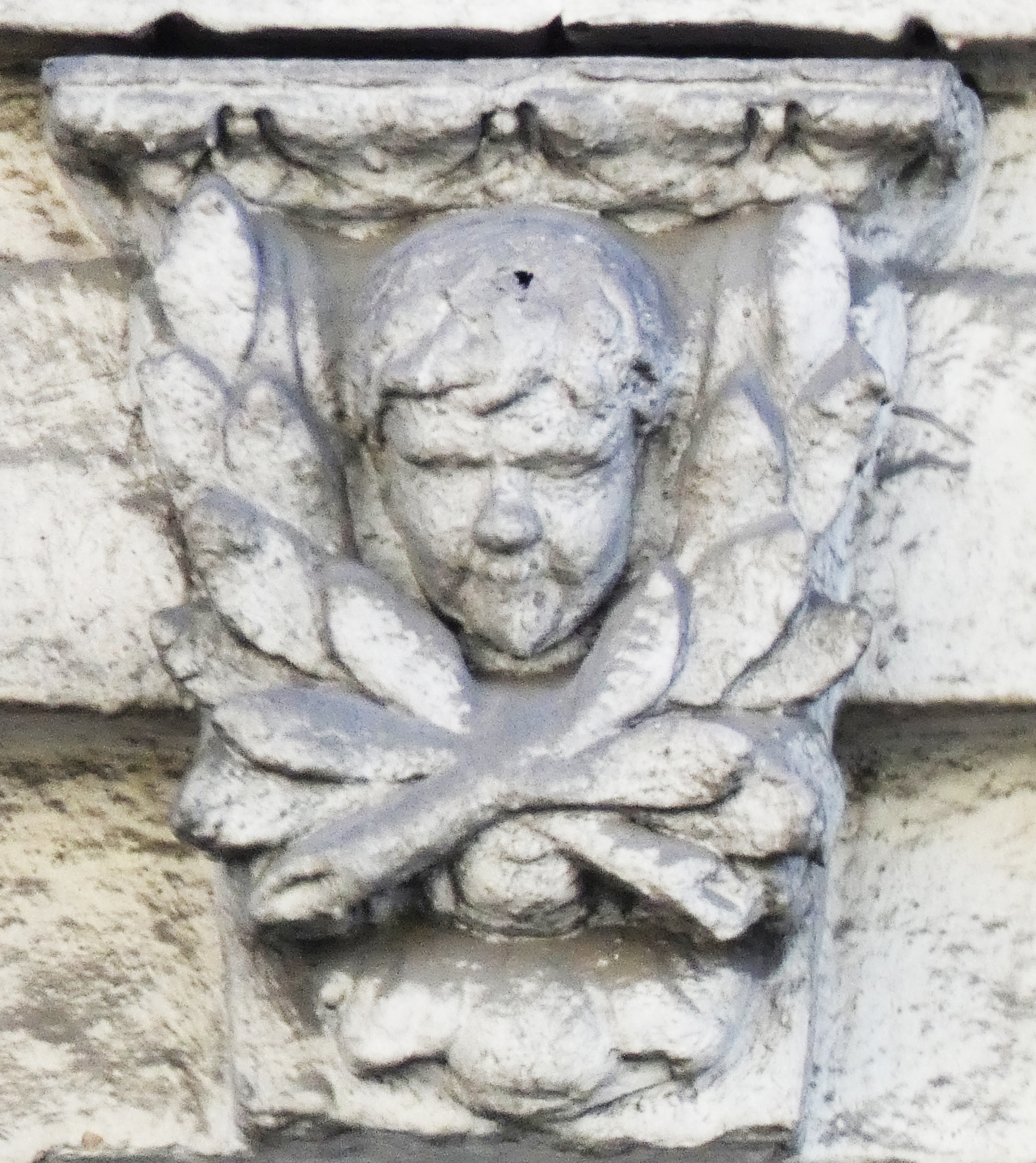
Маскарон
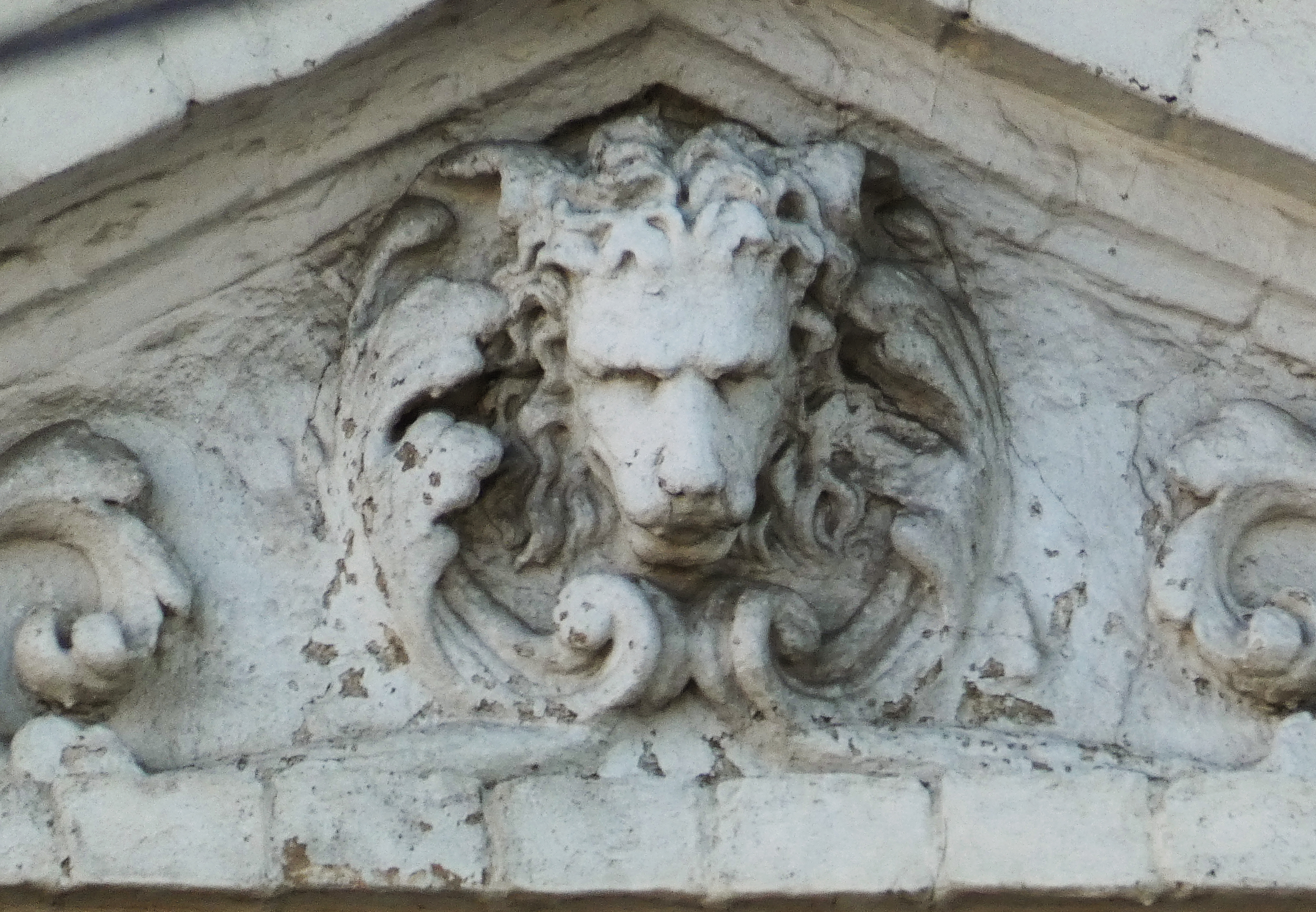
Маскарон лева

## Мурал

Мурал «Вимирущий кашалот»

Мурал «Вимирущий кашалот»

У 2017 до Києва приїхали швейцарські вуличні художники Крістіан Ребеккі й Пабло Тоні, які ще 1996 року об'єдналися у творчу команду «Nevercrew». Їхні мурали можна побачити у Ванкувері, Греноблі, Каїрі, Лос-Анджелесі, Люцерні, Манчестері, Маямі, Нью-Делі, Турині та інших містах світу.
Концепція творів «Nevercrew» пов'язана з екологічними та соціальними проблемами, а в більш широкому сенсі — з умовами людського існування і ставленням людства до довкілля.
Фонд культури Баллі назвав Крістіана Ребеккі й Пабло Тоні «художниками 2012 року», а журнал «Graffiti Art Magazine» включив до переліку зі 100 найвпливовіших міських художників року «The Urban Contemporary Art Guide 2015».
У Києві, на будинку № 147/5, Крістіан Ребеккі й Пабло Тоні зобразили величезного кита (за їхньою версією — кашалота) у вигляді пробитої повітряної кульки, яка поступово здувається. Це нагадування про те, що наслідками необачних людських дій можуть стати екологічні катастрофи. Стрит-артери прагнули своїм муралом донести людям, що треба жити не так задля власної вигоди, як заради досягнення загального соціального й екологічного блага.
За версією мережевого часопису вуличного мистецтва «I Support Street Art», мурал «Вимирущий кашалот» визнаний найкращим у 2017 році.